# پاتریشا وتیگ
پاتریشا وتیگ (به انگلیسی: Patricia Wettig) (زاده ۴ دسامبر ۱۹۵۱) بازیگر آمریکایی است.
او بازیگری را از سال ۱۹۸۲ آغاز کرد و در فیلم‌هایی چون سی چیز، برادر و خواهر و فرار از زندان در نقش معاون رئیس‌جمهور و سریال آلیاس و در مظان جرم بازی کرده‌است.